# Праіндоєвропейська мова
Праіндоєвропе́йська мо́ва, також протоіндоєвропейська мова — гіпотетична прамова індоєвропейської сім'ї. Індоєвропейська прамова, якою, за припущеннями мовознавців та істориків, розмовляли на північнім узбережжі Чорного моря (терени сучасної України) близько 3500 року до н. е. За ностратичною теорією праіндоєвропейські мови є нащадками ностратичної прамови.
Реконструкція індоєвропейської прамови шляхом порівняння й аналізу спільних рис і систематичних відмінностей індоєвропейських мов є одним із найбільших досягнень мовознавства з початку XIX століття.
На час гіпотетичного існування праіндоєвропейської мови людина вже дуже тривалий час послуговувалася мовою в сучасному розумінні слова, тож тут префікс пра- жодним чином не означає, що йдеться про спрощену чи примітивну мову. Реконструкція праіндоєвропейської мови також не означає пошуку так званої світової прамови.

## Географічна локалізація
За загальноприйнятою сьогодні Курганною гіпотезою носіями праіндоєвропейської мови були представники курганної культури, що проживали в Понтійських степах, частина з яких розташована на території сучасної України. Російський мовознавець-славіст і фахівець з етимології Олег Трубачов у виданні «Indoarica в Северном Причерноморье» опублікував словник мовних реліктів Indoarica та присвятив цілу низку статей темі індоєвропейської прамови та індоєвропейського/індоарійського населення в Північному Причорномор'ї.
Водночас існують декілька інших гіпотез локалізації мовців праіндоєвропейської мови — Анатолійська та Вірменська, що їх також визнає науковий світ.

## Періодизація і хронологія
Завдяки спільній лексиці мов-наступниць праіндоєвропейської мови дослідники вважають, що розділ відбувся після 3400 року до н. е. Прикладом такої спільної лексики може бути лексема «колесо». Археологічні знахідки на території вживання індоєвропейських мов указують на найраніше вживання колеса приблизно 3400 роком до н. е. Ступінь відмінності лексеми «колесо» в мовах-наступницях не підтверджує попереднє датування розділу, що було визначено раніше приблизно 3000 роком до н. е. Низка науковців пропонують свої періодизації, проте загальноприйнятої версії наразі не існує.

### Періодизація Вольфганга Мейда
1. Ранньоіндоєвропейський період (6000-4500 до н. е.), який закінчується відділенням анатолійської гілки;
2. Середньоіндоєвропейський період (4500-3500 до н. е.);
3. Пізньоіндоєвропейський період (3500-2500 до н. е.).

### Модель Т.В.Гамкрелідзе та В.В.Іванова
Т. В. Гамкрелідзе та В. В. Іванов вирізняють такі етапи членування індоєвропейської мовної області:
1. Період єдності.
2. Розділ праіндоєвропейської мови на два діалектні ареали: А (праанатолійський, пратохарський і праітало-кельто-ілірійський діалекти) і В (прагермано-балто-слов'янський і праарійсько-грецько-вірменський діалекти).
3. Відділення праанатолійців.
4. Розрив між ареалами А і В.
5. Виділення пратохарської мови та поділ ареалу В на дві частини: на прагермано-балто-слов'янську та праарійсько-грецько-вірменську.
6. Період існування прагрецької, правірмено-арійської, прабалто-слов'янської, прагерманської, праіталійської, пракельтської, пратохарської і праанатолійської мов. При цьому мали місце контакти між прагрецькою і правірмено-арійською мовами; правірмено-арійською і прабалто-слов'янською мовами; прагерманською, праіталійською і пракельтською мовами.
7. Виділення правірменської мови.

### Модель Мартіна Лічфілда Веста
Мартін Вест виділяє три етапи:
1. Період єдності.
2. Відділення праанатолійців.
3. Членування пізньої праіндоєвропейської мови ('Mature' Indo-European) на західний, північно-центральний і східний діалекти.

## Спільність мов-наступниць
Оскільки прямих свідчень праіндоєвропейської мови не збереглося, мовознавці за допомогою порівняльного методу досліджували лексику та фонологію мов-наступниць. Велика кількість слів сучасних індоєвропейських мов походить від праіндоєвропейських коренів, проте ці слова зазнали постійних звукових змін. Ще більше подібностей відкривається в ранніх формах сучасних індоєвропейських мов. Так само багато подібностей було виявлено на рівні граматики. Після того, як перші дослідники цієї галузі, такі як Франц Бопп і Якоб Ґрімм, систематизували спільні риси індоєвропейських мов, Август Шлайхер спробував 1861 року реконструювати гіпотетичні спільні корені. Завдяки новим відкриттям і методам нині триває робота з уточнення та поглиблення реконструкціїх праіндоєвропейської мови.
Реконструйовані форми Август Шлайхер позначав зірочкою (*): *wódr̥ (вода), *k̑wō (собака), *tréyes (три). Лексичну спільність індоєвропейських мов ілюструє наведена нижче таблиця, у якій для прикладу наведено різними мовами-наступницями числівники від 1 до 10 та числівники 20 і 100, а також їхню праіндоєвропейську реконструкцію.
|     | Грецька                | Ведійська | Авестійська | Латина                         | Валлійська                    | Готська | Вірменська | Тохарська A | Праслов'янська | Литовська | Праіндо- європейська (реконструкція) |
| --- | ---------------------- | --------- | ----------- | ------------------------------ | ----------------------------- | ------- | ---------- | ----------- | -------------- | --------- | ------------------------------------ |
| 1   | heīs (< *hens < *sems) | éka       | aēuua       | ūnus (старо- латинська: oinos) | un                            | ains    | mi         | sas         | inŭ            | vienas    | *oyno-, oyko-, sem-                  |
| 2   | dúō                    | dvā́       | duua        | duō                            | dau                           | twai    | erkow      | wu          | dŭva           | dù        | *duwóh₁                              |
| 3   | treīs                  | tri       | θrāiiō      | trēs                           | tri                           | þreis   | erekˀ      | tre         | trije          | trỹs      | *tréyes                              |
| 4   | téttares               | catvā́ras  | caθuuārō    | quattuor                       | pedwar                        | fidwor  | čorkˀ      | śtwar       | četyre         | keturì    | *kʷetwóres                           |
| 5   | pénte                  | páñca     | panca       | quīnque                        | pump                          | fimf    | hing       | päñ         | pętĭ           | penkì     | *pénkʷe                              |
| 6   | héks                   | ṣát       | xšuuaš      | sex                            | chwech                        | saihs   | več        | ṣäk         | šestĭ          | šešì      | *swék̑s                               |
| 7   | heptá                  | saptá     | hapta       | septem                         | saith                         | sibun   | ewtˀn      | ṣpät        | sedmĭ          | septynì   | *septḿ̥                               |
| 8   | oktṓ                   | aṣṭā́      | ašta        | octō                           | wyth                          | ahtau   | owtˀ       | okät        | osmĭ           | aštuonì   | *ok̑tō                                |
| 9   | ennéa                  | náva      | nauua       | novem                          | naw                           | niun    | inn        | ñu          | devętĭ         | devynì    | *néwn                                |
| 10  | déka                   | dáśa      | daśa        | decem                          | deg                           | taihun  | tasn       | śäk         | desętĭ         | dẽšimt    | *dék̑m̥                                |
| 20  | wikati (дорійська)     | vimśati   | vīsaiti     | vigintī                        | ugeint (середньо- валлійська) |         | kˀsan      | wiki        |                | dvidešimt | *wīk̑mtī                              |
| 100 | hekatón                | śatám     | satəm       | centum                         | cant                          | hund    |            | känt        | sŭto           | šim̃tas    | *k̑m̥tóm                               |

Не лише окремі слова, але й граматичні структури вказують в індоєвропейських мовах на спільне походження. Альтернативну модель мовного союзу, тобто групи різних за походженням мов, що зблизилися внаслідок взаємовпливів, відкидає сучасна індоєвропеїстика, бо подібності мов надто глибинні.

## Мовні групи та їхні найдавніші джерела
Із континууму праіндоєвропейської мови в різний час відгалужувалися окремі групи діалектів. Ступінь мовної ізольованості можна визначити за особливостями лексики, морфології та специфічними законами фонетичних змін. Реконструкція праіндоєвропейської мови спирається на найдавніші мовні пам'ятки різних груп індоєвропейської мовної сім'ї.
У таблиці, наведеній нижче, представлено мовні групи з погляду реконструкції спільної прамови. Детальніше про мовні групи див. у статті Індоєвропейські мови.
| Мовна група                         | Найдавніші мовні пам'ятки | Пізніші мовні пам'ятки | Поширення в початковій фазі                                                                   | Важливі аспекти для реконструкції |
| ----------------------------------- | --- | --- | --------------------------------------------------------------------------------------------- | --- |
| Анатолійські мови                   | хеттські клинописні таблички з 16 століття до н. е. | - Хеттський клинопис документує стан мови до 1220 року до н. е. - Короткі тексти іншими мовами, написані різними видами письма. (Наприклад, тексти лувійською, палайською, лідійською мовами) | Азійська частина сьогоднішньої Туреччини                                                      | - Частково повністю збережені ларингальні голосні. - Нетипові граматичні відхилення у порівнянні з іншими мовами, що інтерпретуються науковцями або як архаїчні структури, або як інновації.            |
| Грецька мова                        | Лінійне письмо Б — глиняні таблички з II тисячоліття до н. е., на яких збереглися короткі господарські тексти у формі списків, написані мікенською грецькою мовою. | - Після прогалини під час темних століть у VIII столітті до н. е. з'являються написані грецьким письмом епоси Гомера та трохи згодом Гесіода. - Класична і пізніша грецька література. | Греція, західна Мала Азія, Південна Італія, басейн Середземного моря                          | - Часова, видова система дієслова, способи дієслова - Три різні вокальні рефлекси ларингальних - Аблаут.                                                                                                |
| Індоарійські мови                   | Рігведа була складена в Індії у кінці II тисячоліття до н. е. Усна традиція ведичних текстів, що сягає II тисячоліття н. е. Високий релігійний авторитет текстів не дозволяв суттєвих змін у мову пам'ятки, тож тут у незмінному стані збереглися деякі мовні елементи з прадавніх часів.                                                                                  | - Санскрит постав з давньоіндійського діалекту ведійської мови (так званий ведійський санскрит). - Граматика санскриту записана й систематизована ще в V або IV столітті до н. е. Паніні. - Найдавніша писемна пам'ятка: середньоіндійські написи Ашоки (III століття до н. е.) - У формі, зафіксованій Паніні, санскрит проіснував до сьогодні насамперед як літературна мова та мова індуїзму. | Північна Індія                                                                                | - У першій реконструкції Шлайхера санскрит був використаний як модель наближення до прамови індоєвропейців. - Дзвінкі проривні, - закінчення в іменниках, - Аблаутні класи, - Корені слів.              |
| Іранські мови                       | Авестійська мова, тобто мова релігійних текстів Зороастризму датується X століттям до н. е. Ці тексти передавалися усно й були зафіксовані на письмі лише в V—VI століттях н. е. | - Староперська мова епохи Дарія I (середина V століття до н. е. , а також пізніші тексти, написані давньоперським клинописом, який не відображав усіх особливостей мови. Кількість пам'яток невелика. | Регіон сьогоднішніх Ірану, Афганістану, Таджикистану і Курдистану                             | - Невеликий корпус текстів, що зменшує їхнє значення для реконструкції у порівнянні з ведійським санскритом. .                                                                                          |
| Італьські мови                      | Італьські мови: найдавніші пам'ятки датуються VI століттям до н. е. Мови пам'яток: оскійська мова, умбрійська мова, фаліскійська мова тощо. | - Римська література | Більша частина території сьогоднішньої Італії.                                                | - Величезний корпус текстів дав багато матеріалу для дослідження коренів слів та морфології. - Численні інновації синтаксису дозволяють лише опосередковані зіставлення.                                |
| Кельтські мови                      | Збереглися короткі тексти з II століття до н. е.. | середньоірландські та валлійські зразки літератури середньовіччя, наприклад Уладський цикл, Мабіногіон | Територія центральної Європи, Британські острови, Іберійський півосторів, Мала Азія(Галатія). | - Наукове доведення приналежності кельтських мов до індоєвропейської сім'ї. |
| Германські мови                     | Окрім імен та коротких рунічних текстів з I століття до н. е. найдавнішою пам'яткою германською мовою є переклад Біблії готською мовою, зроблений аріанським єпископом Ульфілою. Деякі дуже давні германські слова збереглися як запозичення у фінській мові. | Давньоверхньонімецька мова, староанглійська мова, праскандинавська мова, старонижньонімецька мова: тексти з другої половини I тисячоліття. | Південна Скандинавія, Північнонімецька рівнина                                                | - Германські мови традиційно були найбільш досліджуваними мовами фахівців з індоєвропеїстики. - Закон Вернера, який робить можливим робити опосередковані висновки щодо індогерманського наголосу слів. |
| Вірменська мова                     | Найдавніші пам'ятки збереглися з часу появи вірменської абетки 406 року. | | Вірменія                                                                                      | - Спільні риси з грецькою, індоіранською та фригійською мовами, особливо аугмент. |
| Тохарські мови                      | Обидві тохарські мови представлені буддистськими текстами шрифтом брахмі з VI—VIII століть. | | Сьогоднішній Сіньцзян-Уйгурський автономний район на південному заході Китаю.                 | - Перегляд теорії про ізоглосу Kentum-Satem. |
| Слов'янські мови та Балтійські мови | Найдавніші пам'ятки слов'янськими мовами, написані церковнослов'янською, датовано другою половиною IX століття. Найдавніші тексти балтійськими мовами відомі з XIV століття. Балто-слов'янська гіпотеза про те, що слов'янські та балтійські мови мають спільне протоіндоєвропейське походження, є загальноприйнятою, лише окремі науковці не підтримують таке припущення. | | Межиріччя Вісли та Дніпра                                                                     | - Особливо консервативна морфологія |
| Албанська мова                      | Найдавніший текст албанською мовою датовано XV століттям. Існують припущення про зв'язок албанської мови з ілірійською, проте існують і застереження щодо цієї гіпотези. | | Балканський півострів                                                                         | - Окрім 200 слів увесь словник запозичено з інших мов. |

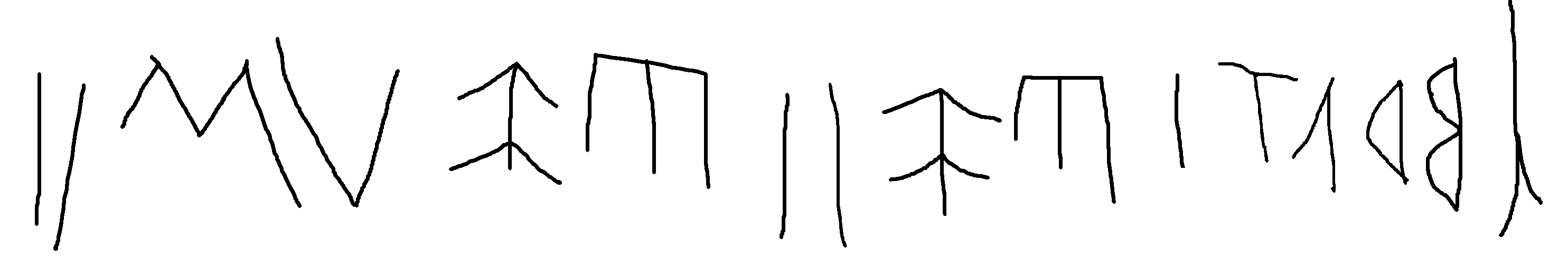
Оскський напис, V ст. до н. е.
Bruties esum — Я належу Брутові (?)

Окрім того, існують деякі пам'ятки давніми мовами, які, зазвичай через брак достатньої кількості текстів для аналізу, важко зарахувати до тієї чи іншої групи. Як приклад тут можна згадати написи грецьким шрифтом з першого тисячоліття до н. е. фригійською, тракійською, македонською, ілірійською, венетською та лузітанською мовами.

## Розпад і діалектне членування праіндоєвропейської мови

Класифікація індоєвропейських мов.

Унаслідок розселення індоєвропейських племен у певну історичну добу єдина праіндоєвропейська мова припинила своє існування й дала початок прамовам окремих груп. Першою відокремилася праанатолійська мова. За так званою курганною теорією його носії пішли з території прабатьківщини на захід, на Балкани (Культура Чернаводе та усатівська культура). Враховуючи давність цього відділення, Е. Стертевант запропонував запровадити новий термін «індо-хітіті мова» для періоду в історії прамови до відходу праанатолійців, а термін «праіндоєвропейська мова» використовувати для періоду після відходу. Припускають, що наступними після праанатолійців відділилися пратохари, які пішли на схід. Решта індоєвропейських племен ще певний період перебували в контакті одне з одним.

## Типологія
Праіндоєвропейська мова була флективною мовою. Проте флексія (закінчення), як головна ознака граматичної системи, розвинулася лише з часом. У мовах-наступницях різною мірою зменшилася роль закінчень. Найменше ця тенденція стосується слов'янських та балтійських мов, а найбільше англійської мови, перської мови та африкаанс, які мають лише окремі залишки флексій.
За Вінфрідом Леманном порядок слів у реченні був SOV-типу (підмет на початку, присудок в кінці речення). У мовах-наступницях розвинулися інші схеми порядку слів: VSO у кельтських мовах, SVO — у романських.
За реляційною типологією праіндоєвропейська мова, як і більшість сучасних мов, була акузативною, або акузативно-номінативною мовою. За припущенням Вінфріда Леманна на ранньому етапі ця мова була так званою активною мовою. Багато сучасних індо-іранських мов (наприклад, гінді) є ергативними мовами.

## Фонологія

### Приголосні звуки

#### Реконструкція проривних
Чотирисерійна реконструкція
Чотирисерійна реконструкція системи проривних була однією з перших в індоєвропеїстиці. Вона є наслідком визнання пріоритету санскриту і майже механічного перенесення багатьох його особливостей на прамову.Так виглядає класична чотирисерійна реконструкція:
|                | Глухі | Глухі придихальні | Дзвінкі | Дзвінкі придихальні |
| -------------- | ----- | ----------------- | ------- | ------------------- |
| Губні          | p     | ph                | b       | bh                  |
| Зубні          | t     | th                | d       | dh                  |
| Палатовелярні  | k’    | k’h               | g’      | g’h                 |
| Прості велярні | k     | kh                | g       | gh                  |
| Лабіовелярні   | kw    | kwh               | gw      | gwh                 |

Цієї схеми дотримувалися К. Бругман, А. Лескін, А. Меє, О. Семереньї, Г. А. Ільїнський, Ф. Ф. Фортунатов.
Критика чотирисерійної реконструкції:
- Лексеми, в яких передбачаються глухі придихальні обчислюються одиницями;
- Глухі придихальні зафіксовані тільки в індоарійських мовах, тоді як тут вони очевидно мають вторинне походження з поєднання глухого проривного + «ларингалу», що 1891 року припустив Ф. де Соссюр. Підтвердження правоти де Соссюра знаходимо в авестійській мові, де спостерігається таке чергування глухого з глухим придихальним: N.sg. pantā (< *pŏntĕHs) при Gen. sg. paθo (< *pntHĕs);
- Немає жодної системи відповідностей між глухими придихальними санскриту і проривними інших мов;
- Чотирьохсерійна система є доволі стійкою з фонологічного погляду, а отже, повинна була зберегтися в більшості мов-наступниць, а не тільки в індоарійських;
- Система проривних ностратичної прамови передбачає трисерійний будову.

Трисерійна традиційна реконструкція
Пізніше, коли стало очевидним, що санскрит не є еквівалентом прамови, з'явилися підозри, що чотирисерійна реконструкція недостовірна. Справді, було надто мало прикладів, які б давали можливість реконструювати серію глухих придихальних, частина яких була ономатопоетичного походження. Інші випадки, після того, як Ф. де Соссюр висунув ларингальную теорію, блискуче підтверджену після відкриття хеттської мови, було пояснено як рефлекси сполук глухих проривних + ларингал. Тоді систему проривних було переінтерпретовано:
|                | Глухі | Дзвінкі | Дзвінкі придихальні |
| -------------- | ----- | ------- | ------------------- |
| Губні          | p     | b       | bh                  |
| Зубні          | t     | d       | dh                  |
| Палатовелярні  | k’    | g’      | g’h                 |
| Прості велярні | k     | g       | gh                  |
| Лабіовелярні   | kw    | gw      | gwh                 |

Але й ця реконструкція мала недоліки.
- Перший недолік полягав у тому, що реконструкція серії дзвінких придихальних при відсутності серії глухих придихальних виглядає типологічно недостовірною.
- Другий недолік був в тому, що на праіндоєвропейське b було лише три досить недостовірні приклади. Цього факту дана реконструкція пояснити не могла. Нереальність традиційної трисерійний реконструкції змусила вчених або повертатися до чотирисерійної реконструкції, або шукати можливі альтернативні реконструкції.

Двосерійна реконструкція
Однією з таких альтернативних реконструкцій стала гіпотеза Л. Г. Герценберг, яка полягає в тому, що для праіндоєвропейського стану мови постулюється лише два ряди проривних — дзвінкі й глухі, а дзвінкі придихальні з'явилися тільки в деяких індоєвропейських діалектах під впливом просодичної ознаки — «ларингального тону» .
Трисерійна глотальна реконструкція
Новим етапом стало висунення 1972 року Т. В. Гамкрелідзе та В. В. Івановим глоттальної теорії (і незалежно від них П. Гоппером 1973 року). Ця схема намагалася уникнути недоліків попередніх:
|            | Глоталізовні | Дзвінкі придихальні | Глухі придихальні |
| ---------- | ------------ | ------------------- | ----------------- |
| Губні      |              | bh                  | ph                |
| Зубні      | t'           | dh                  | th                |
| Гутуральні | K'           | Gh                  | Kh                |

Ця теорія дозволила інакше інтерпретувати закони Грассмана і Бартоломе, а також по-новому осмислила закон Грімма.
Однак і ця схема здалася багатьом вченим неідеальною. Зокрема, для пізнього періоду праіндоєвропейської вона передбачає перехід глотталізованих приголосних у дзвінкі, тоді як глоталізовані — досить глухі звуки.
Критика глотальної теорії:
- У противників глотальної теорії викликає сумніви можливість одзвінчення глоталізованих проривних, вони вказують на типологічну рідкісність такого явища. Крім того, одзвінчення глоталізованих в початковій позиції взагалі не засвідчено в жодній мові світу.
- Існує ряд картвельсько-індоєвропейських паралелей, які демонструють відповідність пракартвельських глоталізованих праіндоєвропейським глухим, а праіндоєвропейських «глоталізованних» пракартвельским глухим. Незалежно від того, чи вважати ці слова запозиченнями або питомою лексикою, такий факт наводить на думку про те, що серія, реконструйована Гамкрелідзе та Івановим як глотталізована, такою не була, а мала якусь іншу якість.

Шеворошкінова рисерійна реконструкція
Останню реінтерпретацію запропонував мовознавець В. В. Шеворошкін, який припустив, що в праіндоєвропейській були не глоталізовані, а «сильні» проривні, які існують у деяких кавказьких мовах. Цей тип проривних справді може переходити у дзвінкі.

### Проблеми реконструкції
Проблема кількості рядів гутуральних
Проблеми реконструкції праіндоєвропейських спірантів
Традиційно вважається, що в праіндоєвропейської мови був тільки один спірант s, аллофоном якого в позиції перед дзвінкими приголосними виступав z. Тричі різними лінгвістами робилися спроби збільшити кількість спірантів в реконструкції праіндоєвропейської мови:
- Перша спроба була зроблена Карлом Бругманом. Див. статтю спіранти Бругмана.
- Другу зробив Еміль Бенвеніст. Він спробував приписати індоєвропейській мові африкат ts. Спроба була невдалою.
- Т. В. Гамкрелідзе та В. В. Іванов на підставі невеликої кількості прикладів постулювали для праіндоєвропейської ряд спірантів: s — s '- s  w .

Проблема кількості ларингалів
Ларингальна теорія у своєму первісному вигляді була висунута Ф. де Соссюром у праці «Стаття про первісну систему голосних в індоєвропейських мовах». Ф. де Соссюр поклав відповідальність за деякі чергування в санскритських суфіксах на якийсь невідомий жодній живій індоєвропейській мові «сонантичний коефіцієнт». Після відкриття і розшифрування хеттської мови Єжи Курилович ототожнив «сонантичний коефіцієнт» з ларингальною фонемою хеттської мови, оскільки в хеттській мові цей ларингал був саме там, де за Соссюром перебував «сонантичний коефіцієнт». Також було встановлено, що ларингали, відмираючи, активно впливали на кількість і якість сусідніх праіндоєвропейських голосних. Проте зараз серед науковців немає спільної думки з приводу кількості ларингалів у праіндоєвропейській. Підрахунки розходяться в дуже широкому діапазоні — від одного до десяти.

### Голосні звуки
Реконструкція голосних
Август Шлайхер вважав санскритський вокалізм первинним, тож для праіндоєвропейської мови він реконструював усього шість голосних (u, i і a та їхні довгі відповідники), а голосні e і o, наявні, наприклад, в латині та давньогрецькій, відкинув.
Пізніше (до кінця 1870-х рр..), завдяки відкриттю закону палаталізації в давньоіндійській мові, було доведено, що санскритський вокалізм вторинний, і в праіндоєвропейській мові існували також голосні e та o (та їхні довгі відповідники). Таким чином, в реконструйованій системі вийшло десять голосних: п'ять коротких (i, e, a, o, u) і п'ять довгих (ī, ē, ā, ō, ū ).
Рідкісність голосного a в праіндоєвропейській мови зумовила виникнення гіпотези, за якою, a в прамові взагалі не існувало, і цей звук з'явився вже в окремих індоєвропейських мовах з поєднання  * h 2e .
Довгі голосні
Традиційно для праіндоєвропейської мови реконструюють п'ять коротких і п'ять довгих голосних. Однак послідовники ларингальної теорії вважають, що довгі голосні з'явилися ще в результаті замінного подовження після випадання ларингалів або в результаті стягнення голосних.
Редуковані голосні
Спираючись на відповідність в деяких словах індоіранського i звукові a інших індоєвропейських мов, реконструюється редукований голосний «шва прімум» (лат. schwa primum «первинне шва»), який є, згідно з ларінгальною теорією, вокалізованим варіантом ларінгалів та позначається знаком  ə .
Якщо слово в праіндоєвропейській мові починалося на збіг двох проривних та сонорного приголосних, то між проривними виникав редукований голосний звук (так званий «шва секундум», тобто «вторинне шва»). У праформі його позначають за допомогою e або ə.
Дифтонги
Сполучення голосних e, a та o з нескладовими варіантами u та i утворювали 6 нисхідних дифтонгів. Проте дифтонгами вони були лише фонетично, тоді як фонологічно були так званими біфонемними поєднаннями.

#### Традиційна реконструкція праіндоєвропейської фонетики
|               |                     | Губні | Зубні | Середньоязичні | Гуттуральні  | Гуттуральні | Гуттуральні | Ларингали  |
| палатовелярні | велярні             | Губні | Зубні | Середньоязичні | лабіовелярні |             |             | Ларингали  |
| ------------- | ------------------- | ----- | ----- | -------------- | ------------ | ----------- | ----------- | ---------- |
| Носові        | Носові              | m     | n     |                |              |             |             |            |
| Проривні      | глухі               | p     | t     |                | ḱ            | k           | kʷ          |            |
| Проривні      | дзвінкі             | b     | d     |                | ǵ            | g           | gʷ          |            |
| Проривні      | дзвінкі придихальні | bʰ    | dʰ    |                | ǵʰ           | gʰ          | gʷʰ         |            |
| Фрикативні    | Фрикативні          |       | s     |                |              |             |             | h₁, h₂, h₃ |
| Плавні        | Плавні              |       | r, l  |                |              |             |             |            |
| Апроксиманти  | Апроксиманти        | w     |       | j              |              |             |             |            |

- Короткі голосні  a, e, i, o, u
- Довгі голосні  ā, ē, ō, ī, ū.
- Дифтонги ai, au, āi, āu, ei, eu, ēi, ēu, oi, ou, ōi, ōu
- Голосні алофонів сонантів: u, i, r̥, l̥, m̥, n̥.

### Супрасегментні одиниці

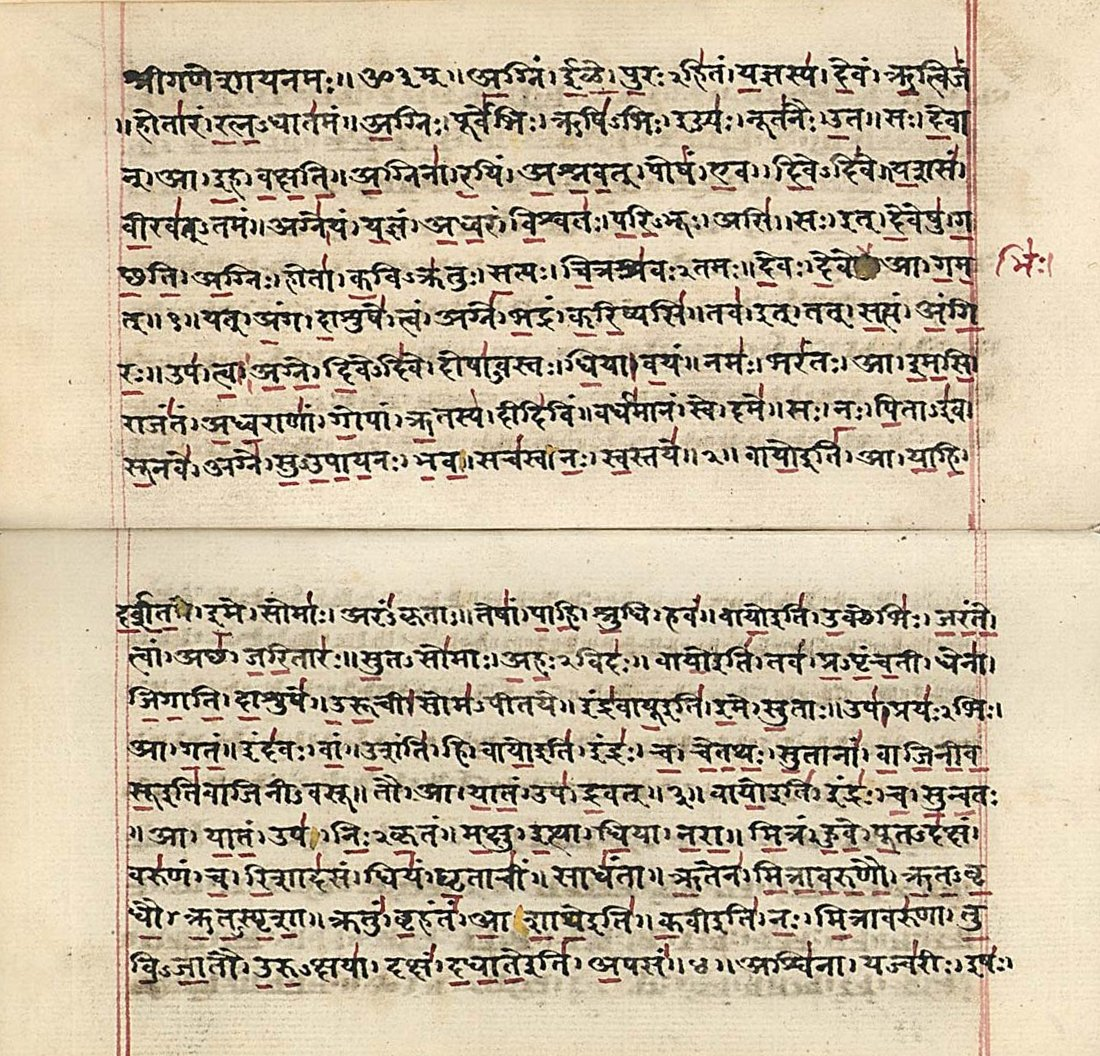
Текст «Ріг-веди» на санскриті з позначенням наголосу (темночервоним кольором)

Основними джерелами для реконструкції праіндоєвропейського наголосу служать матеріали санскриту, давньогрецької, литовської мов, а також частково слов'янських і в дуже невеликому ступені германських мов. Наголос у праіндоєвропейській мові був рухливим і міг падати на будь-який склад у слові.

## Граматика

### Іменник

#### Категорії іменника
Іменники в праіндоєвропейській мови мали категорії роду, числа й відмінка.
- Зазвичай виділяється вісім відмінків: називний, знахідний, родовий, давальний, орудний, аблатив, місцевий, кличний.
- Категорія числа: тут, як і в санскриті, виділяють однину, множину та двоїну. Однак в хеттський мові є тільки однина і множина, двоїна в ній зникла, але в деяких ізольованих словах, що позначають парні частини тіла, хеттська зберегла форми з двоїною.
- У XIX столітті вважали, що в праіндоєвропейській мові було три роди: чоловічий, жіночий і середній. Проте відкриття хеттської мови, яка має тільки два роди («загальний» або «одухотворений» і середній), змусило в цьому засумніватися. Досі ведеться дискусія з приводу жіночого роду в анатолійських мовах: одні вчені стверджують, що в цій групі його ніколи не було, тоді як інші — що був, але зник, не залишивши слідів. Якщо перші мають рацію, це означає, що носії праанатолійскої мови відділилися до того, як сформувалася трьохродова система. Тоді треба буде зробити висновок, що праіндоєвропейська мова характеризувалася двокласною системою, схожою на ту, що збереглася в анатолійських мовах.

#### Відмінювання іменників
Таблиця закінчень іменників:
|                                | (Beekes 1995)                  | (Beekes 1995)                  | (Beekes 1995)        | (Beekes 1995)        | (Beekes 1995)        | (Beekes 1995) | Реконструкція Семереньї (1970) | Реконструкція Семереньї (1970) | Реконструкція Семереньї (1970) |
| Активний (чоловічий і жіночий) | Активний (чоловічий і жіночий) | Активний (чоловічий і жіночий) | інактивні (середній) | інактивні (середній) | інактивні (середній) |               |                                |                                |                                |
| ------------------------------ | ------------------------------ | ------------------------------ | -------------------- | -------------------- | -------------------- | ------------- | ------------------------------ | ------------------------------ | ------------------------------ |
| Однина                         | Множина                        | Двоїна                         | Однина               | Множина              | Двоїна               | Однина        | Множина                        | Двоїна                         |                                |
| Називний                       | -s, 0                          | -es                            | -h1(e)               | -m, 0                | -h2, 0               | -ih1          | -s, -ø                         | -es                            | -e, -ī/-i                      |
| Родовий                        | -(o)s                          | -om                            | -h1e                 | -(o)s                | -om                  | -h1e          | -es/ -os/ -s                   | -ous? -ōs?                     | -om/-ōm                        |
| Давальний                      | -(e)i                          | -mus                           | -me                  | -(e)i                | -mus                 | -me           | -ei                            | -bhyō, -mō                     | -bh(y)os, -mos                 |
| Знахідний                      | -m                             | -ns                            | -ih1                 | -m, 0                | -h2, 0               | -ih1          | -m                             | -ns/-ns                        | -e, -ī/-i                      |
| Орудний                        | -(e)h1                         | -bʰi                           | -bʰih1               | -(e)h1               | -bʰi                 | -bʰih1        | -e/-o, -bhi/-mi                | -bhis/-mis, -ōis               | -bhyō, -mō                     |
| Місцевий                       | -i, 0                          | -su                            | -h1ou                | -i, 0                | -su                  | -h1ou         | -i                             | -su                            | -ou                            |
| Аблатив                        | -(o)s                          | -ios                           | -ios                 | -(o)s                | -ios                 | -ios          | -es/ -os/ -s; -ed/ od          | -bh(y)os, -mos                 | -bhyō, -mō                     |
| Кличний відмінок               | 0                              | -es                            | -h1(e)               | -m, 0                | -h2, 0               | -ih1          | -ø                             | -es                            | -e, -ī/-ii                     |

### Прикметник
Прикметники в праіндоєвропейській мові відмінювалися так само, як іменники. Проте на відміну від іменників прикметники могли змінюватися за родами і мали ступені порівняння.

### Займенник
Таблиця відмінювання особових займенників:
| Відмінок  | Особові займенники (Семереньї, 1970) | Особові займенники (Семереньї, 1970) | Особові займенники (Семереньї, 1970) | Особові займенники (Семереньї, 1970) | Особові займенники (Бікс, 1995) | Особові займенники (Бікс, 1995) | Особові займенники (Бікс, 1995) | Особові займенники (Бікс, 1995) |
| Відмінок  | Перша особа                          | Перша особа                          | Друга особа                          | Друга особа                          | Перша особа                     | Перша особа                     | Друга особа                     | Друга особа                     |
| --------- | ------------------------------------ | ------------------------------------ | ------------------------------------ | ------------------------------------ | ------------------------------- | ------------------------------- | ------------------------------- | ------------------------------- |
| Відмінок  | singilaris                           | pluralis                             | singilaris                           | pluralis                             | singilaris                      | pluralis                        | singilaris                      | pluralis                        |
| Називний  | egō, eg(h)om                         | wei, nsmés                           | tū, tu                               | yūs, usmés                           | h1eǵ(oH/Hom)                    | uei                             | tuH                             | iuH                             |
| Родовий   | mene; енкл. mei, moi                 | nosom, nōsom                         | tewe/tewo; энкл. t(w)ei, t(w)oi      | wosom, wōsom                         | h1méne, h1moi                   | ns(er)o-, nos                   | teue, toi                       | ius(er)o-, wos                  |
| Давальний | mei/moi, mebhi                       | nsmei                                | t(w)ei/t(w)oi, twebhi                | usmei                                | h1méǵʰio, h1moi                 | nsmei, ns                       | tébʰio, toi                     | usmei                           |
| Знахідний | (e)me, mē, mēm                       | nes/nos, nēs/nōs, nsme               | twe/te, twē/tē, twēm, tēm            | wes/wos, wēs/wōs, usme, uswe         | h1mé, h1me                      | nsmé, nōs                       | tué                             | usmé, wōs                       |
| Орудний   |                                      |                                      |                                      |                                      | h1moí                           | ?                               | toí                             | ?                               |
| Місцевий  |                                      |                                      |                                      |                                      | h1moí                           | nsmi                            | toí                             | usmi                            |
| Аблатив   | med                                  | nsed/nsmed                           | twed                                 | (used?)/usmed                        | h1med                           | nsmed                           | tued                            | usmed                           |

Займенники 1 і 2 особи за родом не розрізнялися (ця особливість зберігається також у всіх індоєвропейських мовах-наступницях, окрім тохарських, де розрізняються займенники 1 особи чоловічого і жіночого роду).
Особові займенники 3-ї особи в праіндоєвропейській мові були відсутні й замість них вживалися різні вказівні займенники (як в українській він може означати і особу і не особу).

### Дієслово
Таблиця закінчень дієслів:
|         |             | Бак, 1933           | Бак, 1933          | Бікс, 1995          | Бікс, 1995         |
|         |             | Атематичні дієслова | Тематичні дієслова | Атематичні дієслова | Тематичні дієслова |
| Однина  | Перша особа | -mi                 | -ō                 | -mi                 | -oH                |
| Однина  | Друга особа | -si                 | -esi               | -si                 | -eh₁i              |
| Однина  | Третя особа | -ti                 | -eti               | -ti                 | -e                 |
| Множина | Перша особа | -mos/mes            | -omos/omes         | -mes                | -omom              |
| Множина | Друга особа | -te                 | -ete               | -th₁e               | -eth₁e             |
| Множина | Третя особа | -nti                | -onti              | -nti                | -o                 |

### Числівники
Нижче перераховані для прикладу деякі кількісні числівники (чоловічий рід):
|            | Ендрю Сілер                                                  | Роберт Бікс           |
| ---------- | ------------------------------------------------------------ | --------------------- |
| Один       | * Hoi-no-/ * Hoi-wo-/ * Hoi-k (ʷ) o-; * sem-                 | * Hoi (H) nos         |
| Два        | * d (u) wo-                                                  | * duoh ₁              |
| Три        | * trei- / * tri-                                             | * treies              |
| Чотири     | * k ʷ etwor- / * k ʷ etur- (див. також en: k ʷ etwóres rule) | * k ʷ etuōr           |
| П'ять      | * penk ʷ e                                                   | * penk ʷ e            |
| Шість      | * s (w) eḱs;спочатку, можливо* weḱs                          | * (s) uéks            |
| Сім        | * septm̥                                                      | * séptm               |
| Вісім      | * oḱtō, * oḱtouабо* h ₃ eḱtō, * h ₃ eḱtou                    | * h ₃ eḱteh ₃         |
| Дев'ять    | * (h ₁) newn̥                                                 | * (h ₁) néun          |
| Десять     | * deḱm̥ (t)                                                   | * déḱmt               |
| Двадцять   | * wīḱm̥t-;спочатку, можливо* widḱomt-                         | * duidḱmti            |
| Тридцять   | * trīḱomt-;спочатку, можливо* tridḱomt-                      | * trih ₂ dḱomth ₂     |
| Сорок      | * k ʷ etwr̥̄ḱomt-;спочатку, можливо* k ʷ etwr̥dḱomt-            | * k ʷ eturdḱomth ₂    |
| П'ятдесят  | * penk ʷ ēḱomt-;спочатку, можливо* penk ʷ edḱomt-            | * penk ʷ edḱomth ₂    |
| Шістдесят  | * s (w) eḱsḱomt-;спочатку, можливо* weḱsdḱomt-               | * ueksdḱomth ₂        |
| Сімдесят   | * septm̥̄ḱomt-;спочатку, можливо* septm̥dḱomt-                  | * septmdḱomth ₂       |
| Вісімдесят | * oḱtō (u) ḱomt-;спочатку, можливо* h ₃ eḱto (u) dḱomt-      | * h ₃ eḱth ₃ dḱomth ₂ |
| Дев'яносто | * (h ₁) newn̥̄ḱomt-;спочатку, можливо* h ₁ newn̥dḱomt-          | * h ₁ neundḱomth ₂    |
| Сто        | * ḱm̥tom;спочатку, можливо* dḱm̥tom                            | * dḱmtóm              |
| Тисяча     | * ǵheslo-; * tusdḱomti                                       | * ǵ ʰ es-l-           |

Вінфред Леманн вважає, що числівники більше десяти утворилися в кожній з груп діалектів незалежно, а *ḱm̥tóm спочатку означало радше «велику кількість», ніж точне число.

## Словотвір
Найважливішим способом словотвору був суфіксальний. У таблиці наведено деякі особливо продуктивні суфікси:
| Суфікс        | Значення             | Відповідні суфікси у мовах-нащадках                                        |
| ------------- | -------------------- | -------------------------------------------------------------------------- |
| *-yo-         | Приналежність        | лат. pater («батько») – patrius («батьківський»)                           |
| *-ey-o-       | Речовина             | лат. aurum («золото») — aureus («золотий»)                                 |
| *-to-, *-no   | Дієприкметник        | Закінчення дієприкметників на -t- та -n- у санскриті й латині              |
| *-ih₂-, *-eh₂ | Жіночий рід          | санскр. deva («бог») – devī («богиня»), лат. deus («бог») – dea («богиня») |
| *-ko-, *-lo-  | Зменшувальний суфікс | лат. -ul-                                                                  |
| *-teh₂-       | Абстрактні поняття   | лат. novitas < праіндоєвроп. newó-teh₂-t («новизна»)                       |
| *-ter-        | Агент дії            | лат. cunctator («повільна людина», «кунктатор»)                            |
| *-ter-        | Родинні стосунки     | лат. pater, праслов. *bratrъ                                               |

## Лексика
Реконструкція лексико-семантичних груп праіндоєвропейської мови є цінним джерелом відомостей про спосіб життя та релігійні уявлення праіндоевропейців.
- Терміни родичівства й свояцтва свідчать складну й розвинену систему найменувань ступенів родичівства й свояцтва: *ph₂tḗr («батько»), *átta («батько», «тато»), *méh₂tēr («мати»), *suHnús («син»), *dʰugh₂tḗr («дочка»), *bʰréh₂tēr («брат»), *swésōr («сестра»), *h₂ewh₂yos («брат матері», «вуй»; «батько матері», «дід»), wiHrós («чоловік»), *gwēnā («жінка», «дружина»), *sweḱuros («батько чоловіка», «свекор»), *sweḱrúH («мати чоловіка», «свекруха»), *dayh₂wḗr («брат чоловіка», «дівер»), *yenH₂ter-/*i̯énǝter- («дружина дівера або шурина», «ятрівка»), *ǵH₂lōu- («дружина брата»), *ĝ(e)lōu̯- («сестра чоловіка», «зовиця»), *népot- («племінник», «онук»), *snúso- («дружина сина», «невістка»), *awo- («старший родич окрім батька», «дядько», «дід»), *H₂en- («предок»)[27]. Праіндоєвропейські позначення діда і бабки не піддаються реконструкції.
- Назви небесних тіл, явищ природи: *sauel- *sul-, *sun- («Сонце»), *mens («Місяць»), *nókʷts («ніч»).
- Сільськогосподарські терміни: *h₂erh₃- («орати»), *seH₁- («сіяти»), *mel- («молоти»), *pe(i)s- («роздрібнювати зерно, пхати»), *mеН- («збирати врожай»), *serp- («серп»), *h₂erh₃-trom («плуг»), *wred- («корінь»), *ǵr̥H₁-no- («зерно»), *puHr- («пшениця», пор. «пирій»), *rughi(o) («жито»), *gʰérsdʰo-, *h₂elbʰ-it-, *yewos, *ieuo- («ячмінь»), *H₂éwiǵ- («овес»), *H₃és-H₃en- («врожай», «жнива»), *ḱóino- («трава»), *linom («льон»)[28].
- Назви диких рослин: *dór-u-/*der-/*drew- («дерево»), *perkʷu- («дуб», «гірський дуб»; пор. «Перун», «Perkunas»), *bʰeH₂go- («бук»), *bʰérH₁ǵo- («береза»), *ǵʰelun-eH₂- («сосна»), *h₂ébl̥, *h₂ebōl, *(s)amlu- («яблуко»), *woinom («виноград»), *e/oi- («тис»), *(s)grobho- («граб»), а також *gʷlh₂-(e)n- («жолудь»), *h1ogeh1 («ягода»), *H₂ó-sd-o-/*h₃esd-oi, *ḱak- («гілка», «галузка», «сук»).

Див. також Буковий аргумент.
- Назви продуктів харчування: *mē(m)s («м'ясо»), *krewh₂- («сире м'ясо»; пор. «кров»), *séh₂-(e)l- («сіль»)[29], *h₂melǵ- («молоко»), *melit («мед»), *medʰu («медовий напій», «питний мед»), *w(e)ih₁-on- («вино»), *h1ōyom («яйце»)[30]. З фруктів їм були знайомі яблука (*haébl̥, *h aebōl)[31].
- Скотарські терміни: *h₁éḱwos, *éḱwos, *h₁éḱus («кінь»), gʷṓws («корова», «худоба»; пор. праслов. *govędo), *suHs, *sūs («свиня»), *pórḱos («порося»), *h₂ówis («вівця»), *kápros («цап»), *diks («коза»), *ǵʰans («гусак»), *kerks («курка»), *ḱ(u)wṓn («собака»)[32].
- Візницькі терміни: *yewg-, *dhur- («запрягати»), *yugóm («ярмо»), *ke/ol-, *ke/oklo- («колесо», «колісниця»), *rot(h)o- («колесо», «колісниця»), *his-/*hois- («дишло», звідси й укр. «війя»), *uegh- («їхати», «возити»), *iaH- («їздити на колісниці»).
- Назви диких тварин: *wĺ̥kʷos («вовк»), *h₂ŕ̥tḱos («ведмідь»), *bhébhrus («бобер»), *udros («видра»), *h1elh1ḗn, *hxólk̑is («олень», «лось»)[33], *luḱ- («рись»), а також *dʰǵʰuH- (риба взагалі), *nisdós («гніздо»). З риб індоєвропейцям були відомі: лосось, форель, короп, жерех, вугор і, можливо, сом[34]. Реконструкція цього шару лексики уможливлює точніше визначити місце прабатьківщини індоєвропейців.

Див. також: Лососевий аргумент
- Інше: *pers- («пил, порох», пор. староцерк.-слов. персть), *samatha- («пісок»).

### Кольори
У праіндоєвропейській мові існували найменування для червоного, чорного, коричневого, білого кольорів. Припускають, що жовтий і зелений називалися одним словом.

## Методи реконструкції

### Порівняльний метод
Порівняльний метод (компаративістика) був розроблений в XIX столітті й використовувався як основний метод історичної лінгвістики. Порівняльний метод дає найкращі результати у сфері фонології, оскільки фонологічні зміни, як правило, є дуже систематичними.
З аналізованих відповідностей виводиться правило відповідності. На основі цього правила моделюються праформи, що спираються на історичні зміни, зафіксонвані в джерелах. Таким чином можна реконструювати первинні корені слів та граматичні форми.
Межі можливостей цього методу видно на прикладі змодельованої протомови романських мов, у якій буде відсутня фонема h, хоча насправді вона була в литинській мові, з якої походять романські мови, проте ця фонема була втрачена ще до розділення латини на мови-наступниці.

### Внутрішня реконструкція
Цей метод розглядає лише одну мову, як правило, вже реконструйовану прамову. Визначаються мовні закономірності, які мають також деякі винятки. Виходячи з припущення, що винятки на ранніх етапах розвитку мови були правилом, проводиться моделювання попередньої системи правил, а також процеси мовних змін, що призвели до утворення винятків.

### Глоттохронологія
Глоттохронологія як метод була розроблена в 1950-і роки. Цей метод, запропонований Морісом Сводешем, є спробою визначення часу розходження мов аналогічно до радіовуглецевого методу вимірювання віку органічних речовин. У лінгвістиці пропонується оцінювати «лексичний напіврозпад». Цим методом визначається період часу, за який дві (або більше) мови розійшлися від спільної прамови, шляхом підрахунку кількості замінених слів в кожній мові. Потім обчислюється приблизний час появи цих мов. Глоттохронологія є частиною лексикостатистики.
Глоттохронологія спирається на гіпотезу, за якою в кожній мові особливою стабільністю та стійкістю до змін у часі наділена невелика кількість однакових для всіх мов понять. Ці поняття відносять до так званої «ядерної лексики». Існують так звані списки Сводеша для «ядерної лексики»: 200-слів, 100-слів і 30-слів.

### Типологічний метод
Аналіз численних мов світу дає можливість визначити певні синтаксичні властивості, які є спільними для багатьох мов. Так Вінфред Леманн, використовуючи типологію Тео Веннеманна про порядок слів у реченні, прийшов до висновку, що у прамові дієслово (присудок) мало б стояти в кінці речення (схема SOV). Виходячи з цього припущення, він міг постулювати інші синтаксичні властивості прамови. Такий підхід має своїх критиків, деякі науковці цілковито його відкидають, інші висловлюють підтримку, але з певними обмовками.

## Хронологія досягнень в реконструкції
| Рік             | Дослідник                                                     | Внесок                                                                                          |
| --------------- | ------------------------------------------------------------- | ----------------------------------------------------------------------------------------------- |
| 1814            | Расмус Раск                                                   | Доскіпливе порівняльно-історичне вивчення різних індоєвропейських мов.                          |
| 1816            | Франц Бопп                                                    | Доскіпливе порівняльно-історичне вивчення різних індоєвропейських мов.                          |
| 1819            | Якоб Грімм                                                    | Доскіпливе порівняльно-історичне вивчення різних індоєвропейських мов.                          |
| 1833—1836       | Август Потт                                                   | Закладає основи індоєвропейської етимології.                                                    |
| 1861            | Август Шлейхер                                                | Перша реконструкція. Схема генеалогічного древа.                                                |
| 1872            | Йоганнес Шмідт                                                | Хвильова теорія.                                                                                |
| 1876            | Герман Остгоф                                                 | Складові плавні.                                                                                |
| 1876            | Карл Бругман                                                  | Складові носові.                                                                                |
| 1876            | Карл Бругман                                                  | Спіранти Бругмана.                                                                              |
| 1876            | Карл Бругман                                                  | Реконструкція морфології                                                                        |
| 1878            | Фердинанд де Соссюр                                           | Реконструює три голосні неверхнього підйому, а не одну, як до нього.                            |
| 1878            | Фердинанд де Соссюр                                           | Ларингальна теорія.                                                                             |
|                 |                                                               | Вченими приймається тільки звук шва прімум на місці соссюровських коефіцієнтів.                 |
| 1880            | Герман Меллер                                                 | Додає до двох соссюрівських коефіцієнтів третій і висуває версію про їхнє ларингальне звучання. |
| 1890            | Петер фон Брадке                                              | Запроваджує поділ індоєвропейських мов на кентум і сатем.                                       |
| 1893,1897 1900  | Бертольд Дельбрюк                                             | Порівняльний синтаксис.                                                                         |
| 1895, 1900      | Герман Гірт                                                   | Дослідження в області наголосу і аблаута.                                                       |
| 1912            | Альбер Кюні                                                   | Описує основні положення сучасної ларінгальної теорії.                                          |
| 1912            | Пер Перссон                                                   | Систематичні дослідження суфіксів.                                                              |
| 1926, 1928      | Якоб Вакернагель                                              | Дослідження синтаксису, особливо енклітики.                                                     |
| 1927            | Курилович Єжи                                                 | Ототожнення хеттського ḫ з другим ларингалом Кюні.                                              |
| 1927—1932       | Алоїс Вальде, Юліус Покорні                                   | Словники.                                                                                       |
| 1973            | Гамкрелідзе Тамаз Валеріанович, Іванов В'ячеслав Всеволодович | Глоттальна теорія.                                                                              |
| 1974            | Вінфред Леманн                                                | Застосування мовно-типологічних методів для дослідження синтаксису                              |
| до 1970-х років |                                                               | До 1970-х років не всі вчені визнавали Ларингальну теорію.                                      |
| 1975, 1998      | Гельмут Рікс                                                  | Часи/Способи/Види дієслів                                                                       |

### Загальна
- Adams D. Q., Mallory J. P. Encyclopedia of Indo-European Culture. — London — Chicago: Fitzroy-Dearborn, 1997.
- Adams D. Q., Mallory J. P. The Oxford Introduction To Proto-Indo-European And Indo-European World. — Oxford: University Press, 2006.
- R. Beekes, Comparative Indo-European Linguistics: An Introduction, éd. John Benjamins, Amsterdam, 1995, ISBN 90-272-2150-2.
- West M.L. Indo-European Poetry and Myth. — Oxford: Oxford University Press, 2007.
- Michael Meier-Brügger: Indogermanische Sprachwissenschaft. de Gruyter, Berlin 2002, ISBN 3-11-017243-7.
- James Clackson (2007). Indo-European Linguistics: An Introduction (Cambridge Textbooks in Linguistics). Cambridge: Cambridge University Press. ISBN 0-521-65313-4.
- Benjamin W. Fortson: Indo-European Language and Culture. An Introduction. Blackwell Publishing, Malden 2004, ISBN 1-4051-0316-7.
- Winfred P. Lehmann: Theoretical Bases of Indo-European Linguistics. Routledge, London 1996, ISBN 0-415-13850-7.
- Harald Wiese: Eine Zeitreise zu den Ursprüngen unserer Sprache. Wie die Indogermanistik unsere Wörter erklärt. Logos Verlag, Berlin 2007, ISBN 3-8325-1601-8.
- Eva Tichy: Indogermanistisches Grundwissen. Hempen Verlag, Bremen 2000, ISBN 3-934106-14-5.
- Гамкрелидзе Т. В., Иванов Вяч. Вс. Индоевропейский язык и индоевропейцы. Реконструкция и историко-типологический анализ праязыка и протокультуры. — Т. I—II. — Тбилиси: Изд-во Тбилисского ун-та, 1984 Доступна (у форматі djvu) [Архівовано 18 січня 2012 у Wayback Machine.] + пояснення щодо скачування файлу
- Oswald J.L. Szemerényi: Einführung in die vergleichende Sprachwissenschaft, 4., durchgesehene Auflage 1990. Wissenschaftliche Buchgesellschaft Darmstadt. ISBN 3-534-04216-6.
- Семереньи О. Введение в сравнительное языкознание. — М.: УРСС, 2002
- Тронский И. М. Общеиндоевропейское языковое состояние. — М.: УРСС, 2004.
- Бурлак С. А., Старостин С. А. Сравнительно-историческое языкознание. — М.: Academia, 2005.
- Мейе А. Введение в сравнительное изучение индоевропейских языков.- М.: Издательство ЛКИ, 2007.
- Олег Трубачов: «Indoarica в Северном Причерноморье», Москва, Наука, 1999. — 320 с. ISBN 5-02-011675-0
- Семчинський С. В. Вступ до порівняльно-історичного мовознавства (на матеріалі індоєвропейських мов): Навч. посіб. — К., 2002. — 174 c.

### Фонологія
- Герценберг Л. Г. Вопросы реконструкции индоевропейской просодики. — Л.: Наука, 1981.
- Бомхард А. Р. Придыхательные смычные в праиндоевропейском. // Вопросы языкознания. — М., 1992, № 2.

### Граматика
- Савченко А. Н. Сравнительная грамматика индоевропейских языков. — М.: УРСС, 2003.
- B. C. Darling, Comparative Grammar of Greek and Latin, éd. University of Chicago Press, Chicago, 1933, ISBN 0-226-07931-7.
- Andrew L. Sihler: New Comparative Grammar of Greek and Latin. Oxford University Press, Oxford/New York 1995, ISBN 0-19-508345-8.
- M. Mayrhofer, Indogermanische Grammatik, i/2 : Lautlehre, éd. Winter, Heidelberg, 1986.

### Словники
- Helmut Rix: Lexikon der indogermanischen Verben. Die Wurzeln und ihre Primärstammbildungen (LIV). Bearbeitet von M. Kümmel, Th. Zehnder, R. Lipp und B. Schirmer. Wiesbaden 1998, 2001, ISBN 3-89500-219-4.
- Dagmar S. Wodtko, Britta S. Irslinger, Carolin Schneider: Nomina im Indogermanischen Lexikon (= Indogermanische Bibliothek. Reihe 2: Wörterbücher). Heidelberg 2008. ISBN 978-3-8253-5359-9.
- Xavier Delamarre, Le vocabulaire indo-européen: lexique étymologique thématique, éd. Librairie d'Amérique et d'Orient Jean Maisonneuve, Paris, 2000, ISBN 978-2720010286.
- Émile Benveniste, Le vocabulaire des institutions indo-européennes, éd. de Minuit, Paris, 1996, ISBN 978-2-7073-0050-8.
- Эмиль Бенвенист, Словарь индоевропейских социальных терминов (рос. переклад з фр. оригіналу. М., 1995.
- Маковский М. М. Сравнительный словарь мифологической символики в индоевропейских языках, Образ мира и миры образов, Москва: Гуманитарный издат. центр ВЛАДОС, 1996. — 415 с.